# Olympische Sommerspiele 2016/Leichtathletik – Stabhochsprung (Frauen)

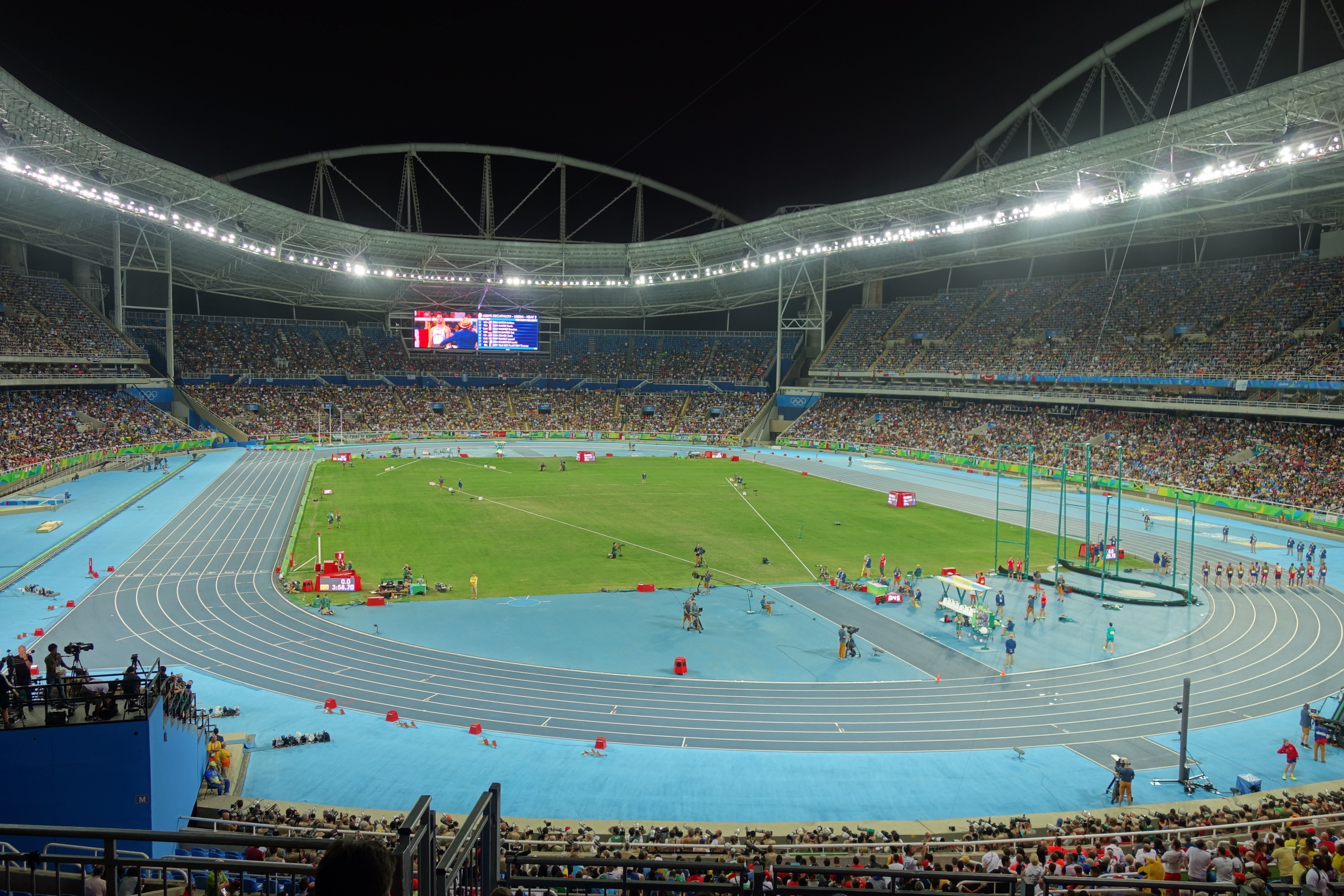
Innenraum des Estádio Olímpico João Havelange während der Spiele von Rio

Der Stabhochsprung der Frauen bei den Olympischen Spielen 2016 in Rio de Janeiro wurde am 16. und 19. August 2016 im Estádio Nilton Santos ausgetragen. 36 Athletinnen nahmen teil.
Olympiasiegerin wurde die Griechin Katerina Stefanidi. Die US-Amerikanerin Sandi Morris gewann die Silbermedaille. Bronze ging an die Neuseeländerin Eliza McCartney.
Für Deutschland starteten Annika Roloff, Lisa Ryzih und Martina Strutz. Roloff scheiterte in der Qualifikation. Ryzih und Strutz qualifizierten sich für das Finale. Strutz wurde Neunte, Ryzih Zehnte.

Die Schweiz wurde durch Nicole Büchler und Angelica Moser vertreten. Während Moser in der Qualifikation ausschied, erreichte Büchler das Finale und wurde dort Sechste.

Athletinnen aus Österreich und Liechtenstein nahmen nicht teil.

## Aktuelle Titelträgerinnen
| Olympiasiegerin                         | Jennifer Suhr ( USA)               | 4,75 m                       | London 2012    |
| Weltmeisterin                           | Yarisley Silva ( Kuba)             | 4,90 m                       | Peking 2015    |
| Europameisterin                         | Katerina Stefanidi ( Griechenland) | 4,81 m                       | Amsterdam 2016 |
| Nord-/Zentralamerika-/Karibik-Meisterin | Kristen Hixson ( USA)              | 4,50 m                       | San José 2015  |
| Südamerika-Meisterin                    | Robeilys Peinado ( Venezuela)      | 4,35 m                       | Lima 2015      |
| Asienmeisterin                          | Li Ling ( Volksrepublik China)     | 4,66 m                       | Wuhan 2015     |
| Afrikameisterin                         | Syrine Balti ( Tunesien)           | 4,00 m                       | Durban 2016    |
| Ozeanienmeisterin                       | Wettbewerb nicht ausgetragen       | Wettbewerb nicht ausgetragen | Cairns 2015    |

## Rekorde

### Bestehende Rekorde
| Weltrekord         | Jelena Issinbajewa ( Russland) | 5,06 m | Zürich, Schweiz                       | 28. August 2009 |
| Olympischer Rekord | Jelena Issinbajewa ( Russland) | 5,05 m | Finale OS Peking, Volksrepublik China | 18. August 2008 |

Der bestehende olympische Rekord wurde bei diesen Spielen nicht erreicht. Mit 4,85 m übersprangen zwei Athletinnen die größte hier erzielte Höhe (Finale am 19. August, jeweils im zweiten Versuch). Dies waren die griechische Olympiasiegerin Katerina Stefanidi und die US-amerikanische Silbermedaillengewinnerin Sandi Morris. Den olympischen Rekord verfehlten diese Wettbewerberinnen damit um jeweils zwanzig Zentimeter. Zum Weltrekord fehlten ihnen jeweils 21 Zentimeter.

### Rekordverbesserung
Es wurde ein neuer Landesrekord aufgestellt:

4,80 m – Eliza McCartney (Neuseeland), Finale am 19. August, erster Versuch

## Legende
Kurze Übersicht zur Bedeutung der Symbolik – so üblicherweise auch in sonstigen Veröffentlichungen verwendet:
| – | verzichtet   |
| o | übersprungen |
| x | ungültig     |

Anmerkung:
Alle Zeitangaben sind auf die Ortszeit Rio (UTC-3) bezogen.

## Qualifikation

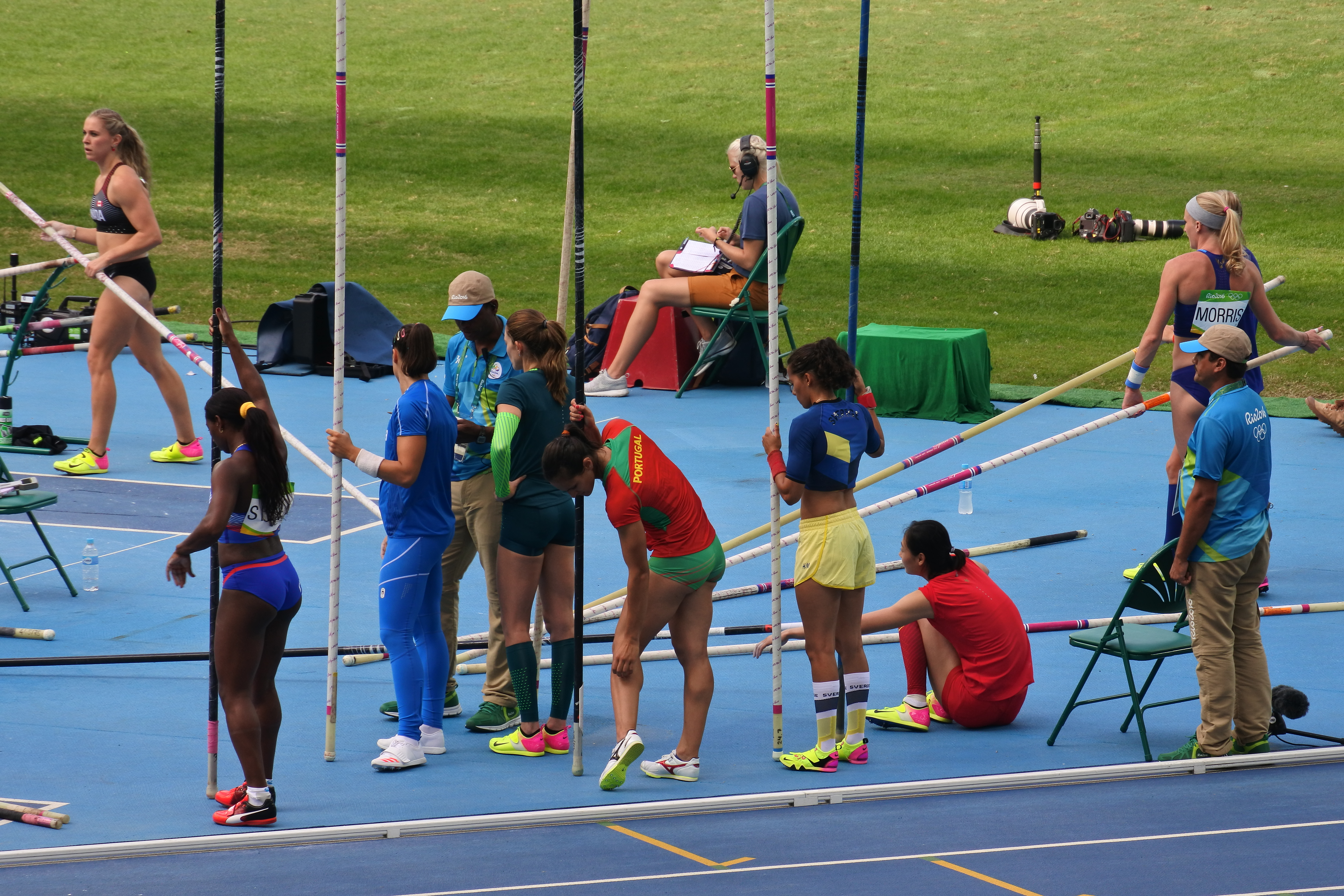
Die Teilnehmerinnen vor Beginn des Qualifikationswettbewerbs (v. l. n. r.): Kelsie Ahbe, Yarisley Silva, Sonia Malavisi, Fabiana Murer, Marta Onofre, Angelica Bengtsson, Ren Mengqian, Sandi Morris

Die Qualifikation wurde in zwei Gruppen durchgeführt. Sieben Athletinnen (hellblau unterlegt) übertrafen die Qualifikationsweite für den direkten Finaleinzug von 4,60 m. Damit war die Mindestanzahl von zwölf Finalteilnehmerinnen nicht erreicht. So wurde das Finalfeld mit den fünf nächstbesten Springerinnen beider Gruppen (hellgrün unterlegt) auf zwölf Wettbewerberinnen aufgefüllt. Zur Finalteilnahme waren schließlich ohne weiteren Fehlversuch übersprungene 4,55 m notwendig.

### Gruppe A
16. August 2016, 9:45 Uhr
| Platz | Name                   | Nation              | 4,15 m | 4,30 m | 4,45 m | 4,55 m | 4,60 m | Höhe   |
| ----- | ---------------------- | ------------------- | ------ | ------ | ------ | ------ | ------ | ------ |
| 1     | Katerina Stefanidi     | Griechenland        | –      | –      | –      | –      | o      | 4,60 m |
| 2     | Holly Bradshaw         | Großbritannien      | –      | –      | o      | xo     | o      | 4,60 m |
| 2     | Lisa Ryzih             | Deutschland         | –      | –      | –      | xo     | o      | 4,60 m |
| 4     | Eliza McCartney        | Neuseeland          | –      | –      | xxo    | xo     | o      | 4,60 m |
| 5     | Kelsie Ahbe            | Kanada              | –      | o      | o      | o      | –      | 4,55 m |
| 5     | Alana Boyd             | Australien          | –      | –      | o      | o      | –      | 4,55 m |
| 5     | Sandi Morris           | USA                 | –      | –      | o      | o      | –      | 4,55 m |
| 8     | Maryna Kylypko         | Ukraine             | o      | o      | o      | xo     | xxx    | 4,55 m |
| 9     | Michaela Meijer        | Schweden            | –      | o      | o      | xxx    |        | 4,45 m |
| 10    | Jiřina Ptáčníková      | Tschechien          | –      | o      | xo     | xxx    |        | 4,45 m |
| 10    | Lexi Weeks             | USA                 | –      | o      | xo     | xxx    |        | 4,45 m |
| 12    | Angelica Moser         | Schweiz             | xo     | xxo    | xxo    | xxx    |        | 4,45 m |
| 13    | Wilma Murto            | Finnland            | –      | o      | xxx    |        |        | 4,30 m |
| 14    | Vanessa Boslak         | Frankreich          | o      | xxo    | xxx    |        |        | 4,30 m |
| 15    | Joana Costa            | Brasilien           | o      | xxx    |        |        |        | 4,15 m |
| 15    | Femke Pluim            | Niederlande         | o      | xxx    |        |        |        | 4,15 m |
| 15    | Maria Leonor Tavares   | Portugal            | o      | xxx    |        |        |        | 4,15 m |
| NM    | Ren Mengqian           | Volksrepublik China | xxx    |        |        |        |        | ogV    |
| DNS   | Nikoleta Kyriakopoulou | Griechenland        |        |        |        |        |        |        |

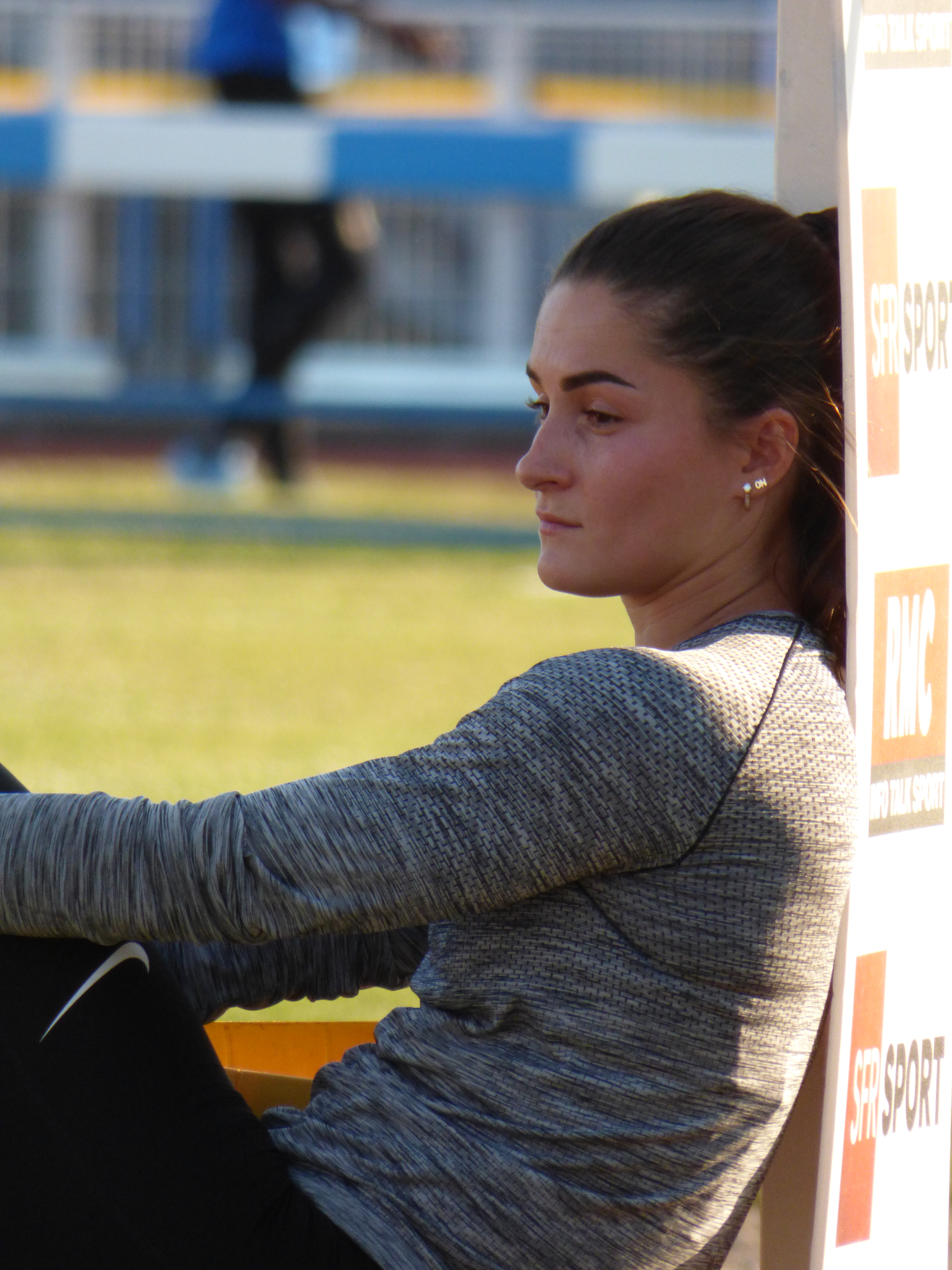
Maryna Kylypko – ausgeschieden mit 4,55 m bei einem Fehlversuch
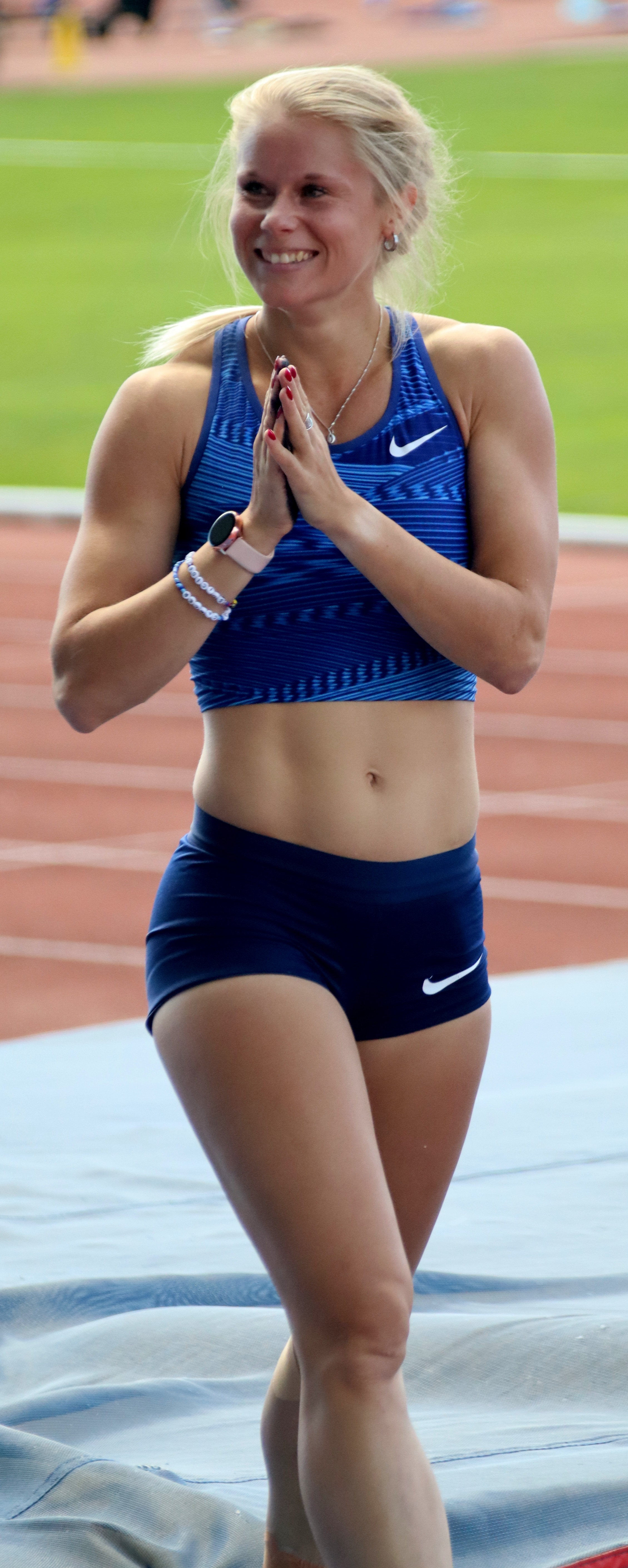
Michaela Meijer – ausgeschieden mit 4,45 m

Weitere in Qualifikationsgruppe A ausgeschiedene Stabhochspringerinnen:

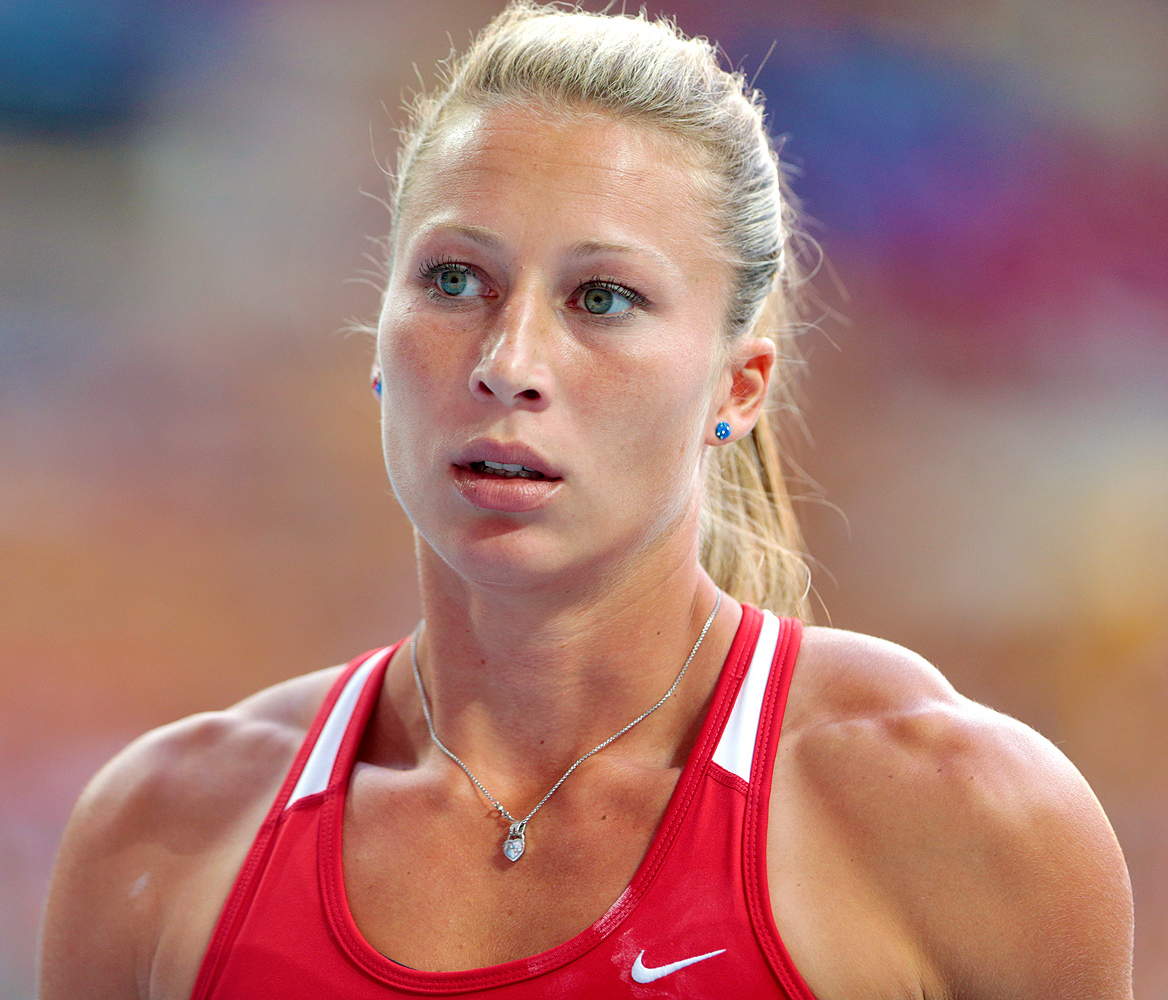
Jiřina Ptáčníková – 4,45 m
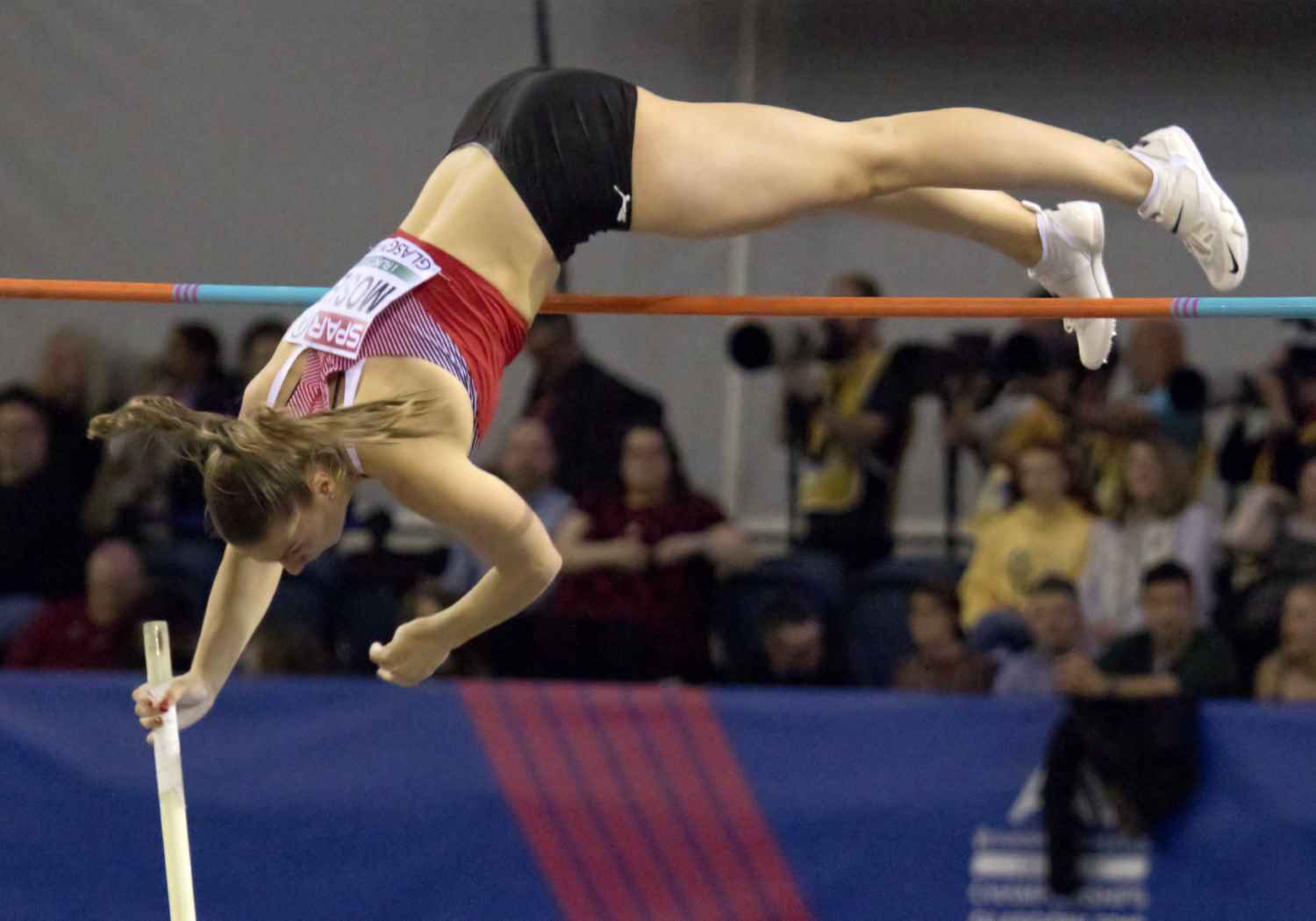
Angelica Moser – 4,45 m
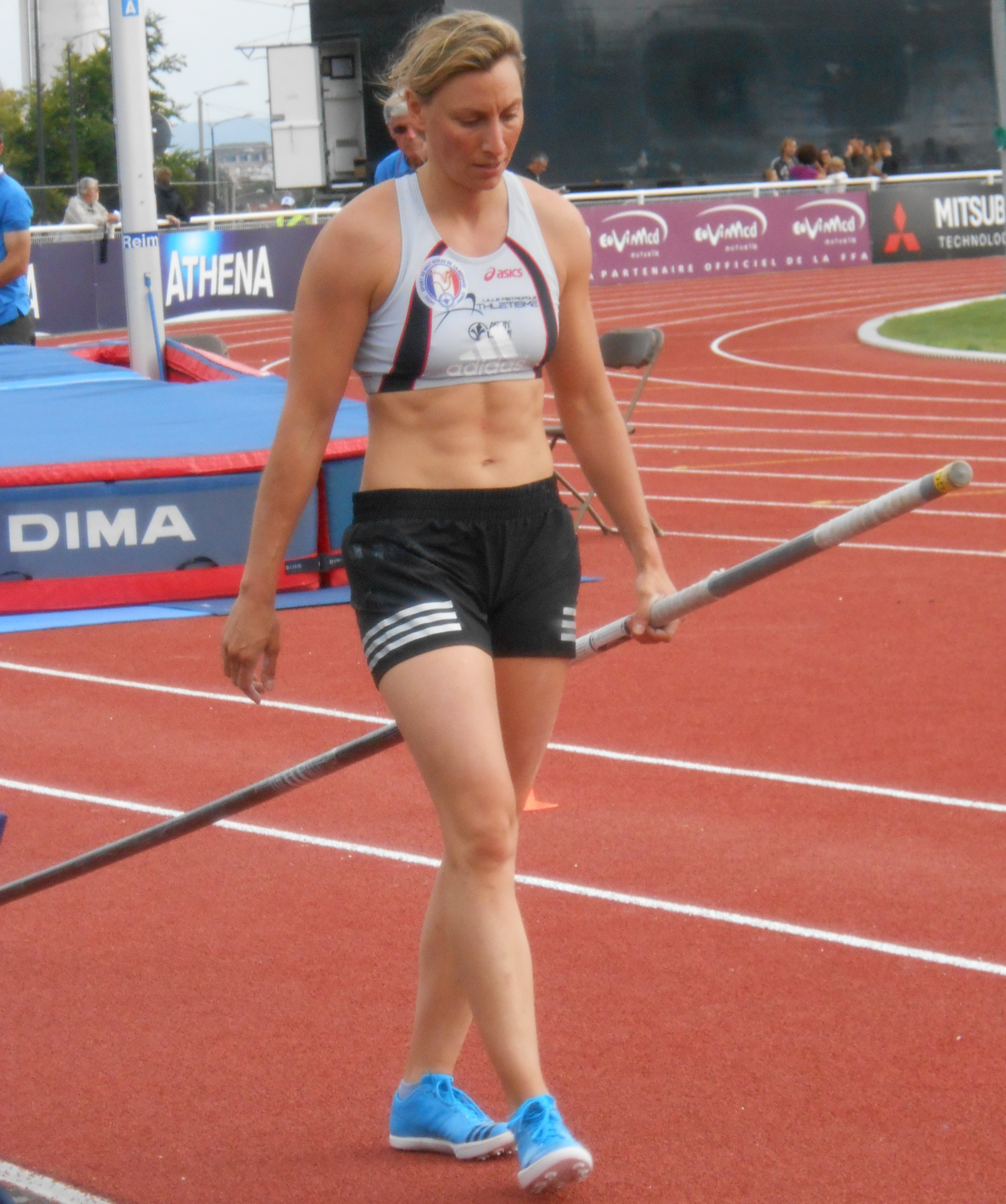
Vanessa Boslak – 4,30 m
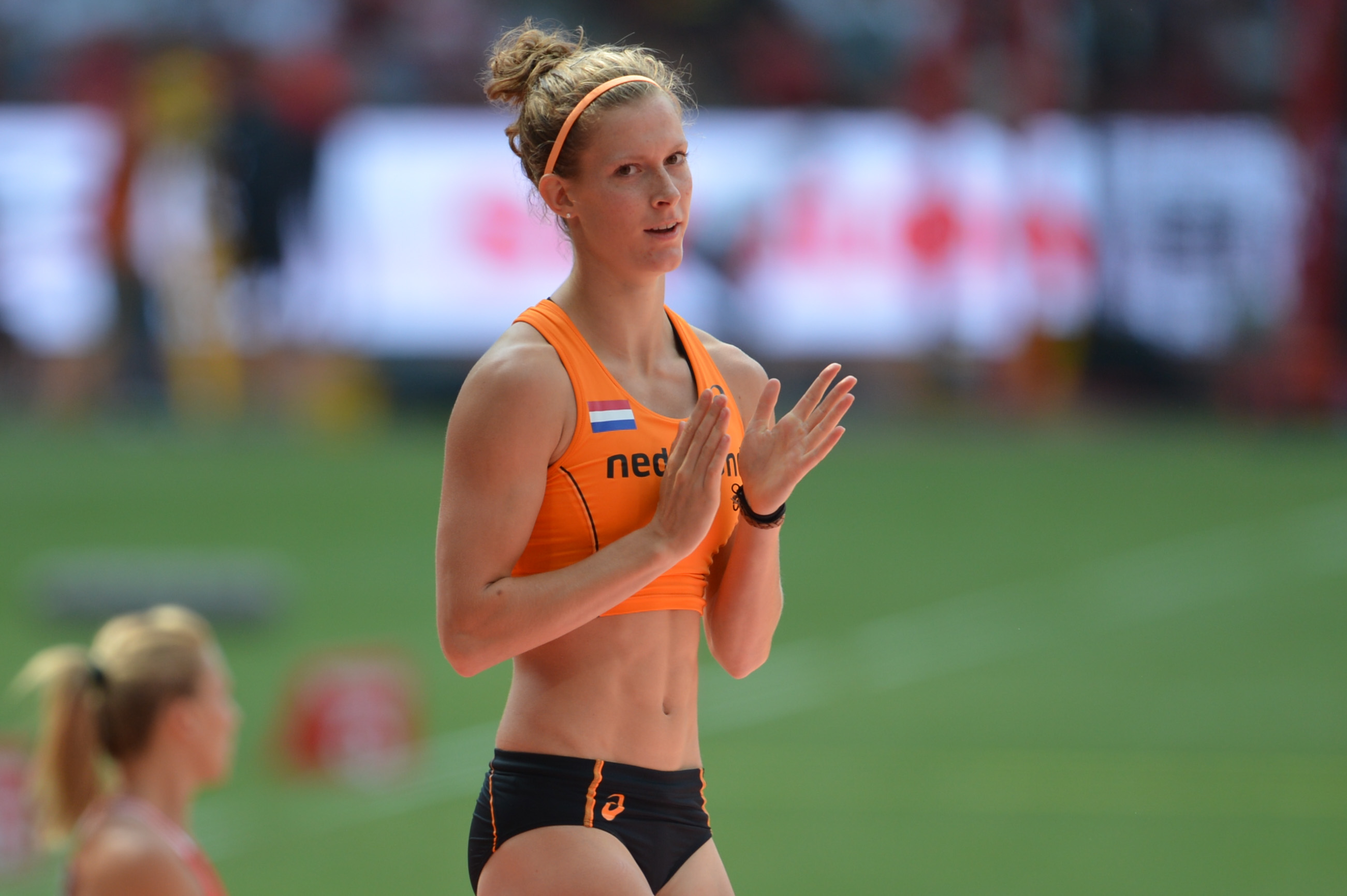
Femke Pluim – 4,15 m
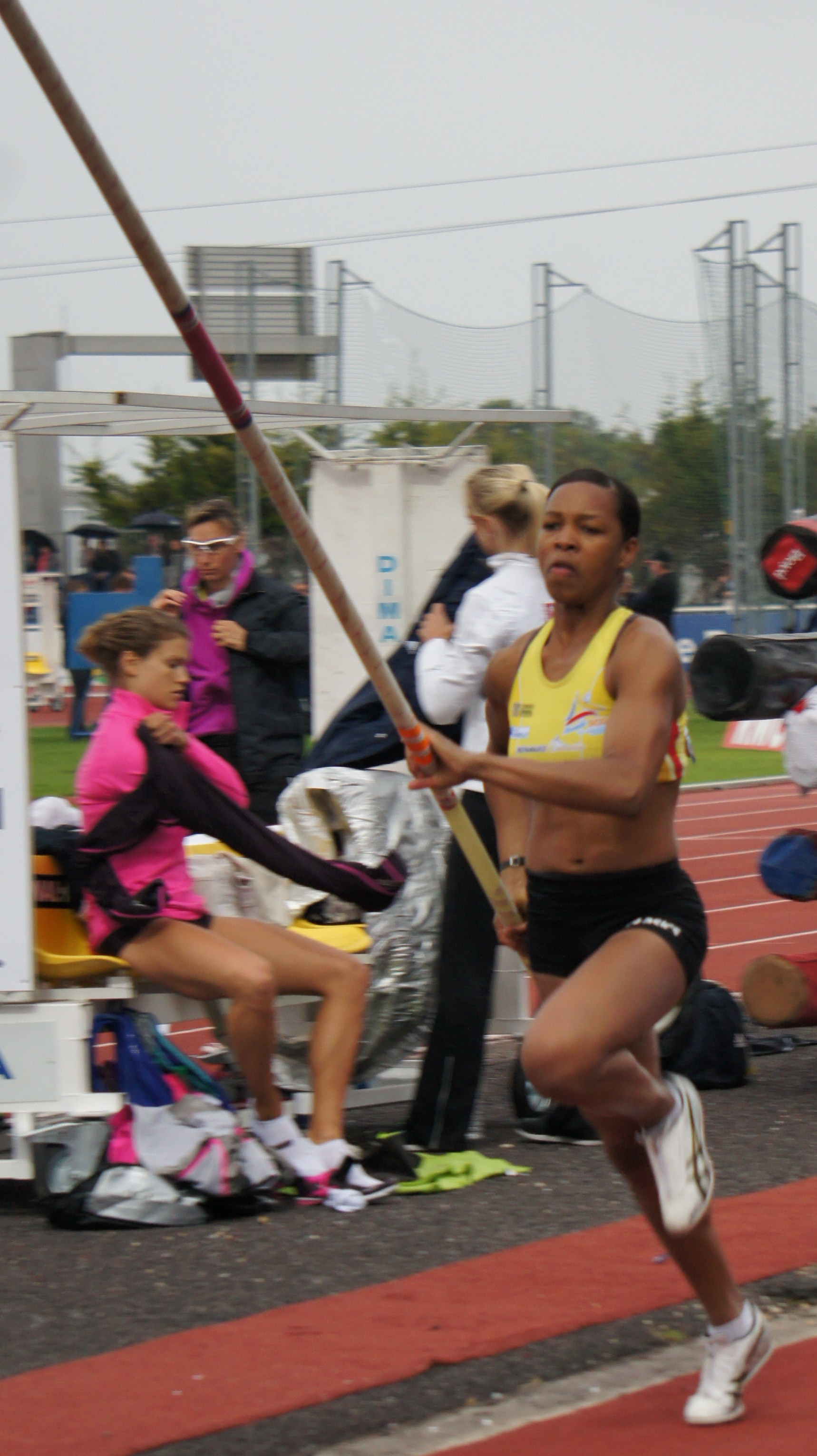
Maria Leonor Tavares – 4,15 m

### Gruppe B
- Minna Nikkanen – ausgeschieden
mit 4,55 m bei einem Fehlversuch
- Angelica Bengtsson – ausgeschieden
mit 4,55 m bei einem Fehlversuch

16. August 2016, 9:45 Uhr
| Platz | Name                | Nation              | 4,15 m | 4,30 m | 4,45 m | 4,55 m | 4,60 m | Höhe   |
| ----- | ------------------- | ------------------- | ------ | ------ | ------ | ------ | ------ | ------ |
| 1     | Jennifer Suhr       | USA                 | –      | –      | –      | xo     | o      | 4,60 m |
| 2     | Yarisley Silva      | Kuba                | –      | –      | xo     | xxo    | o      | 4,60 m |
| 3     | Martina Strutz      | Deutschland         | –      | o      | xo     | o      | xo     | 4,60 m |
| 4     | Nicole Büchler      | Schweiz             | –      | –      | o      | o      | –      | 4,55 m |
| 4     | Tina Šutej          | Slowenien           | o      | o      | o      | o      | –      | 4,55 m |
| 6     | Minna Nikkanen      | Finnland            | –      | o      | xo     | o      | xxx    | 4,55 m |
| 7     | Angelica Bengtsson  | Schweden            | o      | o      | o      | xo     | xxx    | 4,55 m |
| 8     | Li Ling             | Volksrepublik China | –      | o      | xo     | xo     | xxx    | 4,55 m |
| 9     | Alysha Newman       | Kanada              | –      | o      | o      | xxx    |        | 4,45 m |
| 10    | Sonia Malavisi      | Italien             | o      | o      | xxo    | xxx    |        | 4,45 m |
| 10    | Annika Roloff       | Deutschland         | –      | o      | xxo    | xxx    |        | 4,45 m |
| 12    | Romana Maláčová     | Tschechien          | o      | o      | xxx    |        |        | 4,30 m |
| 12    | Marta Onofre        | Portugal            | o      | o      | xxx    |        |        | 4,30 m |
| 14    | Tori Pena           | Irland              | o      | xo     | xxx    |        |        | 4,30 m |
| 15    | Anicka Newell       | Kanada              | o      | xxx    |        |        |        | 4,15 m |
| 15    | Diamara Planell     | Puerto Rico         | o      | xxx    |        |        |        | 4,15 m |
| 17    | Iryna Jakalzewitsch | Belarus             | xxo    | xxx    |        |        |        | 4,15 m |
| NM    | Fabiana Murer       | Brasilien           | –      | –      | –      | xxx    |        | ogV    |
| DNS   | Robeilys Peinado    | Venezuela           |        |        |        |        |        |        |

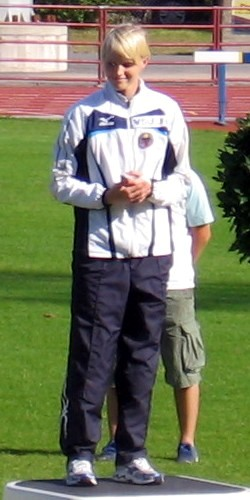
Minna Nikkanen – ausgeschieden mit 4,55 m bei einem Fehlversuch
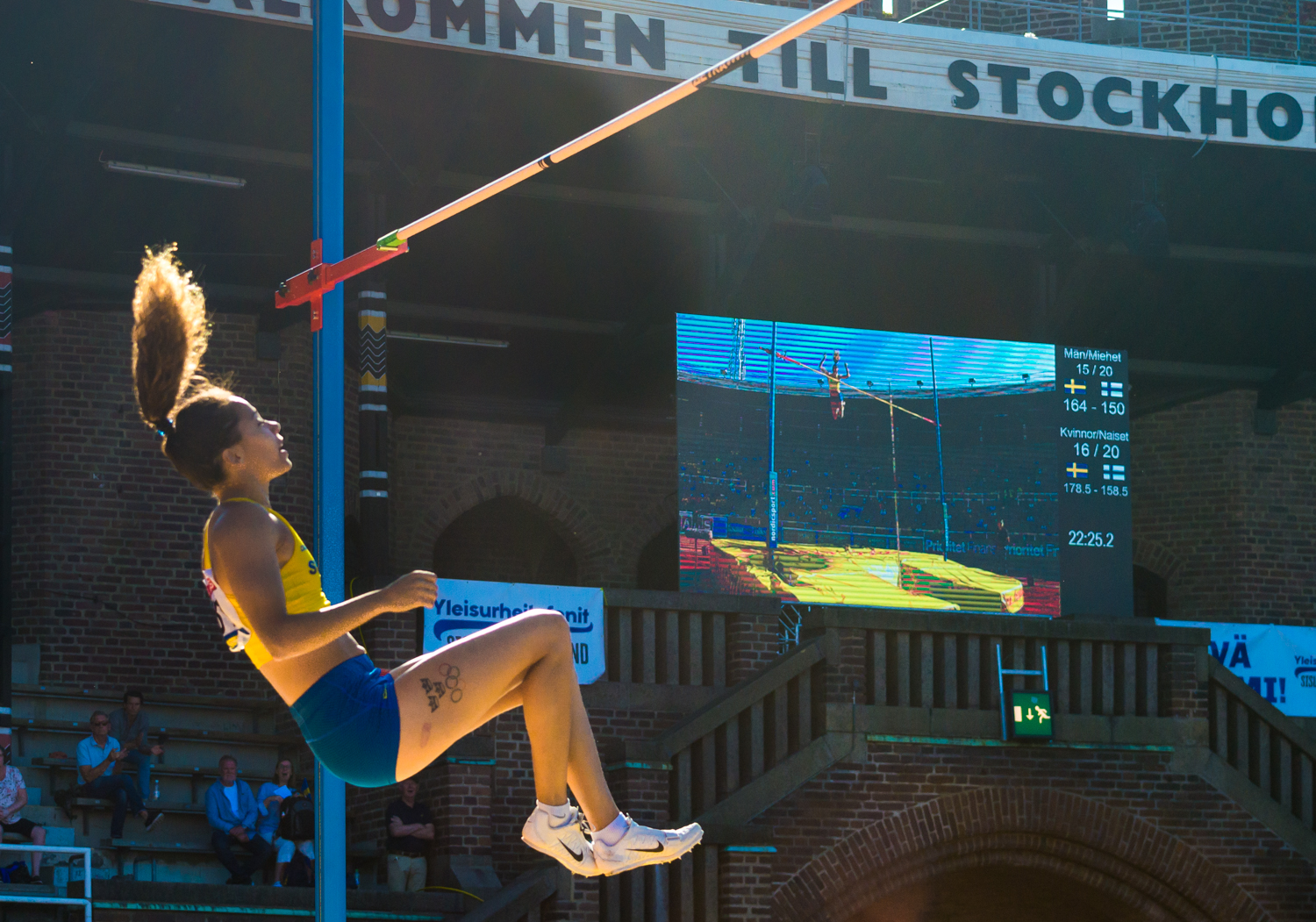
Angelica Bengtsson – ausgeschieden mit 4,55 m bei einem Fehlversuch

Weitere in Qualifikationsgruppe B ausgeschiedene Stabhochspringerinnen:

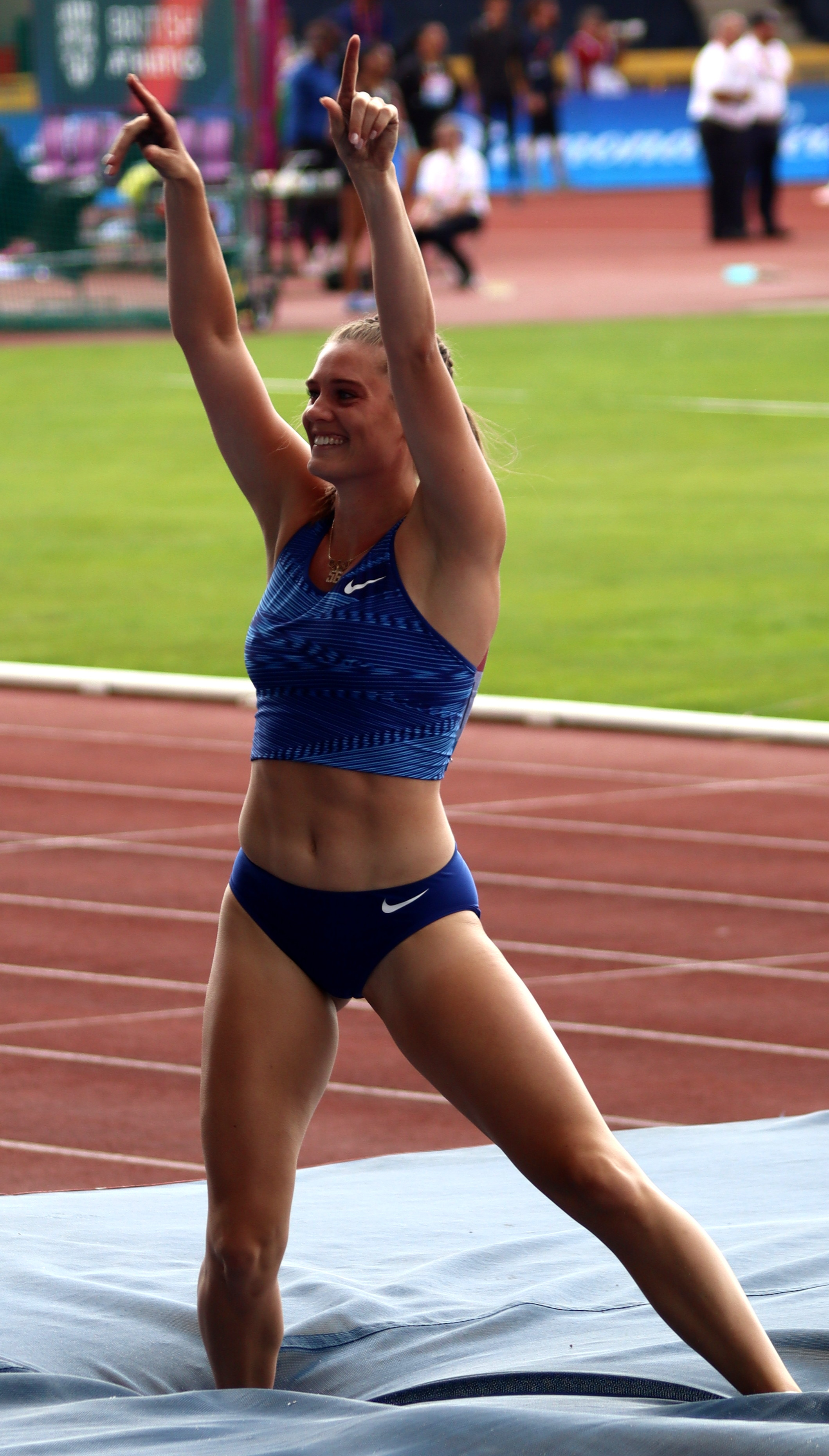
Alysha Newman – 4,45 m
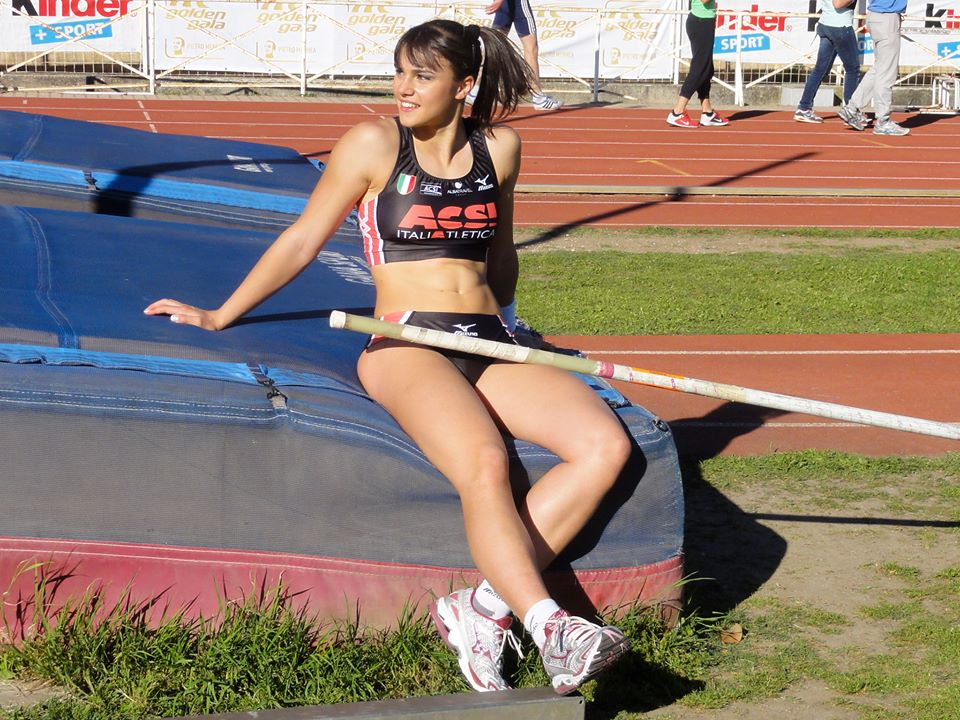
Sonia Malavisi – 4,45 m
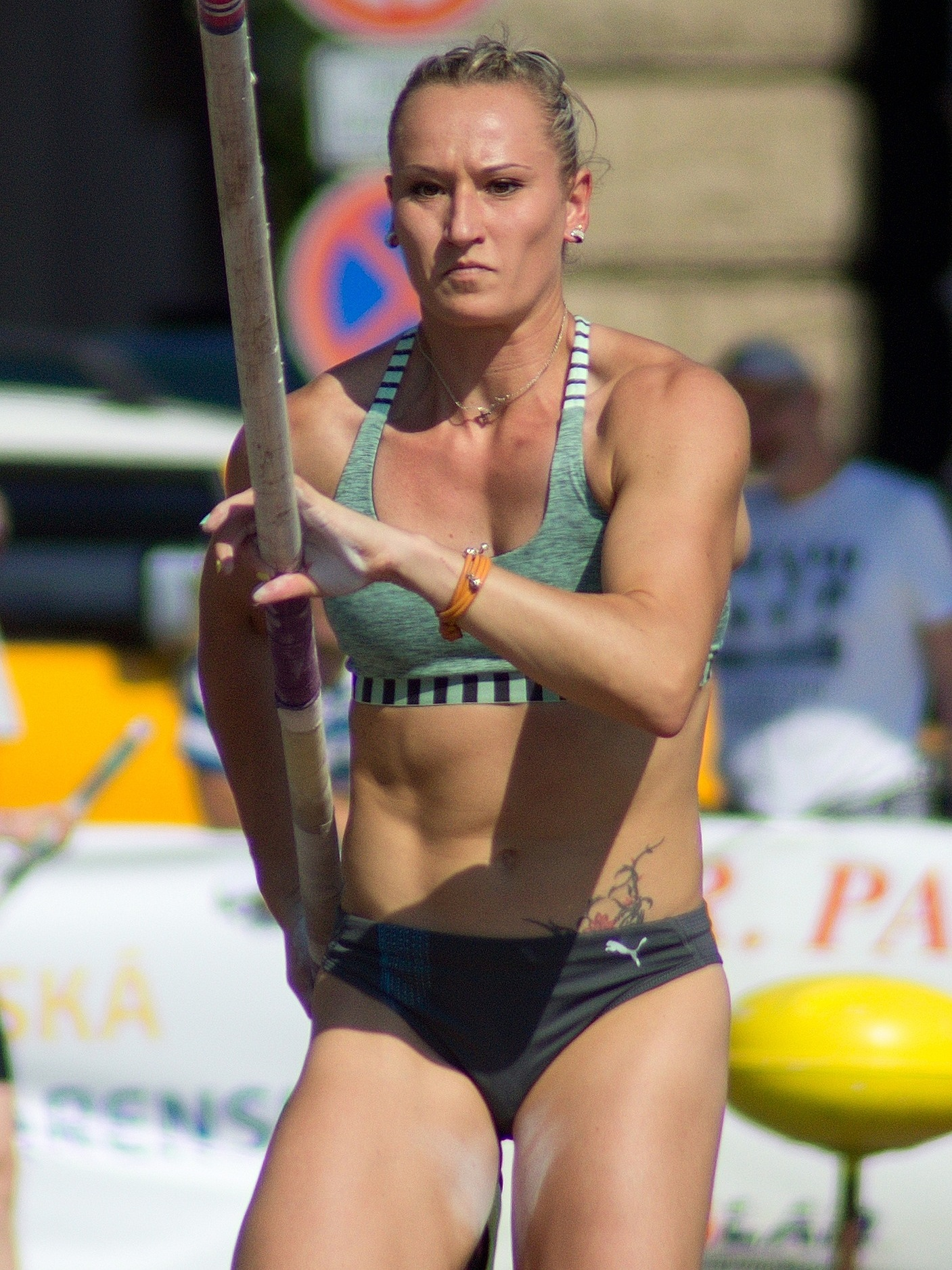
Romana Maláčová – 4,30 m
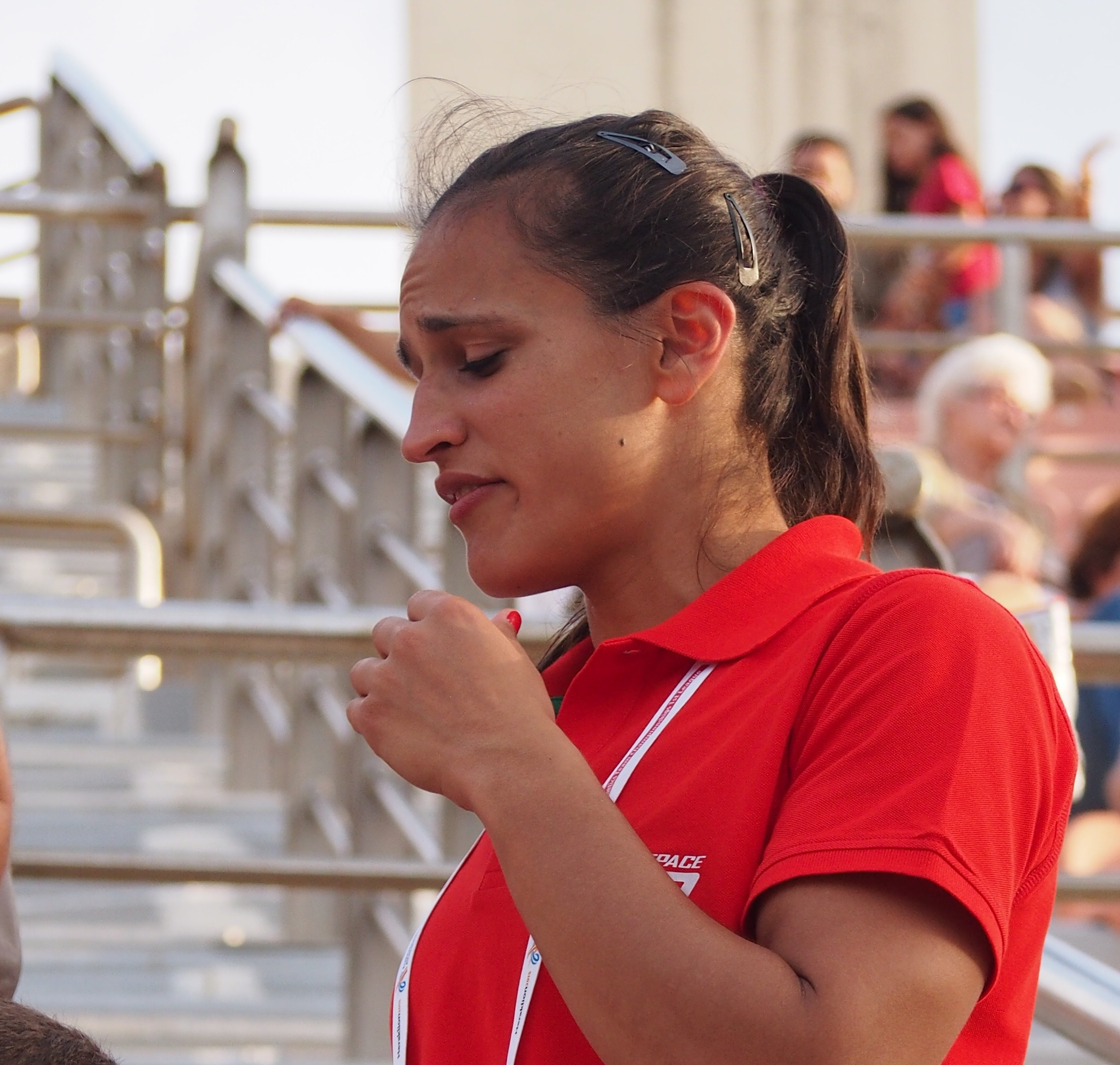
Marta Onofre – 4,30 m
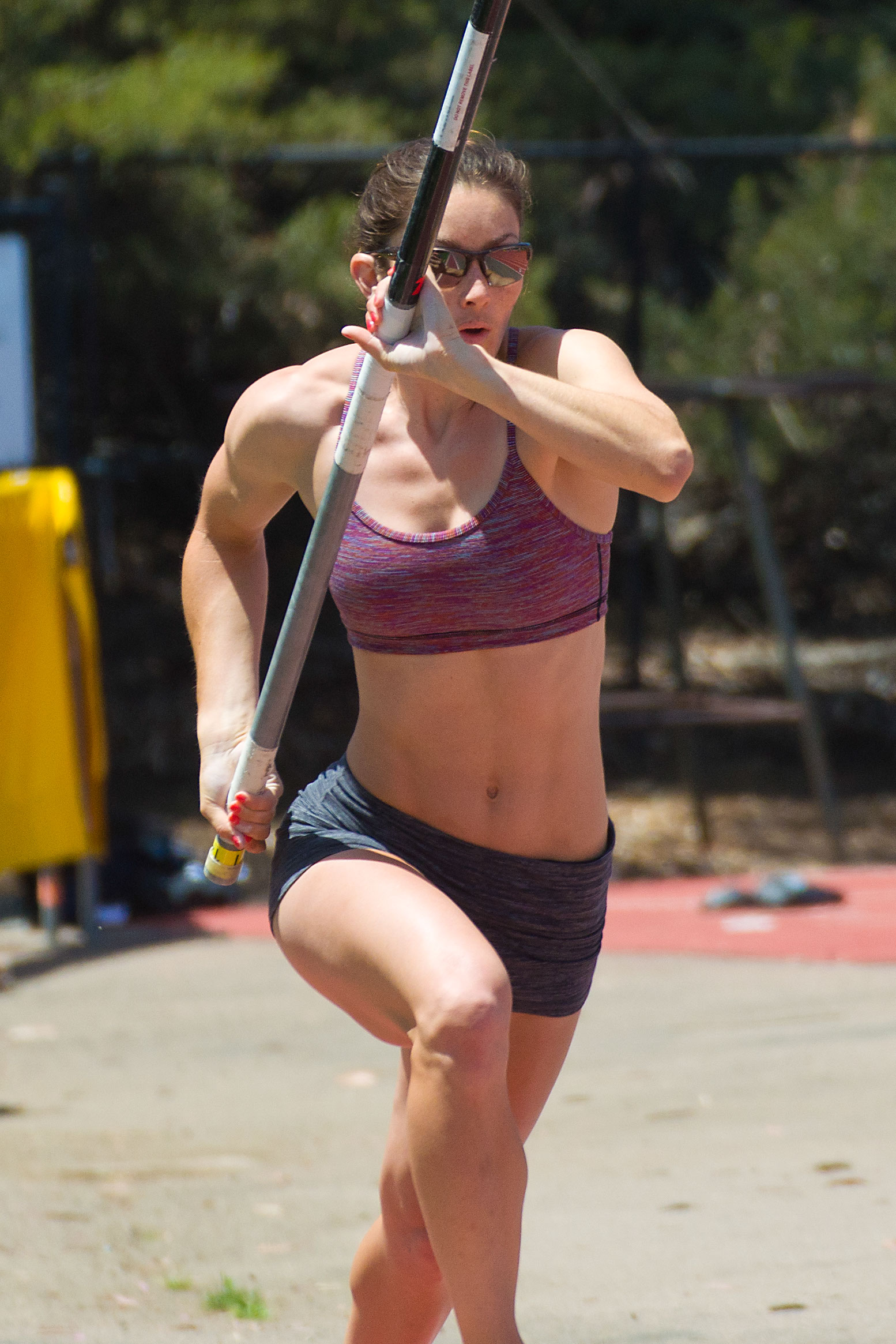
Tori Pena – 4,30 m
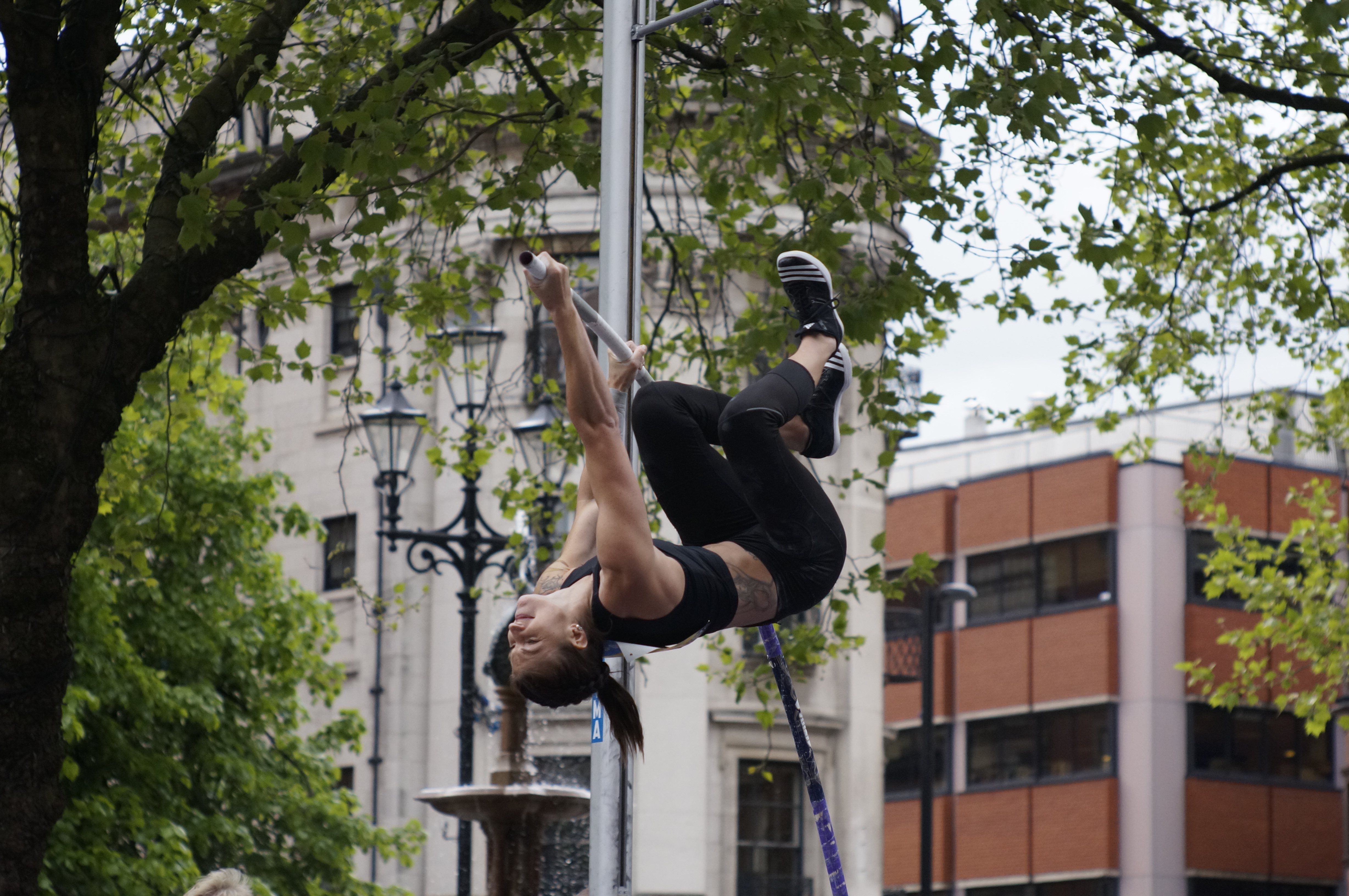
Anicka Newell – 4,15 m
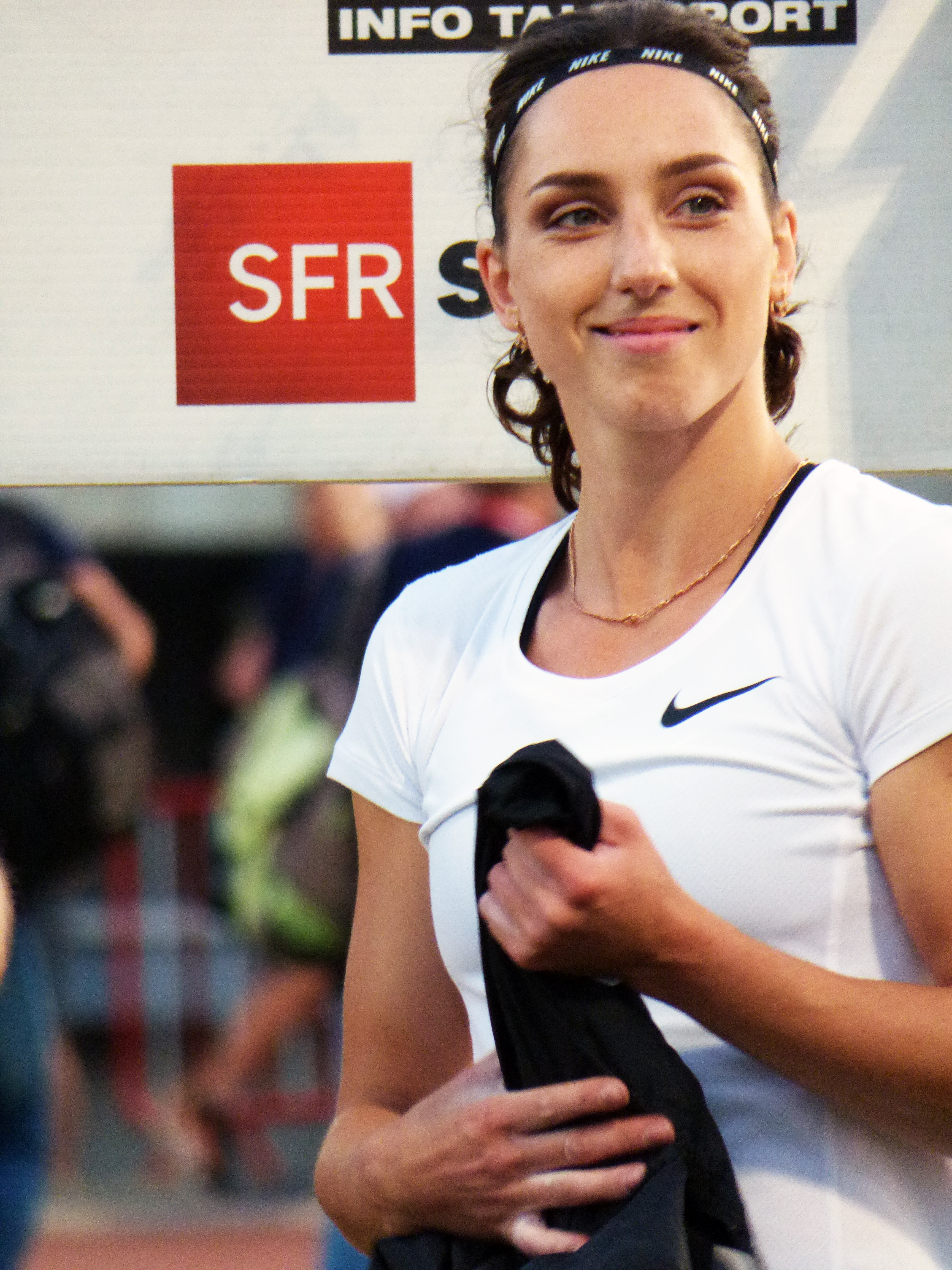
Iryna Jakalzewitsch – 4,15 m
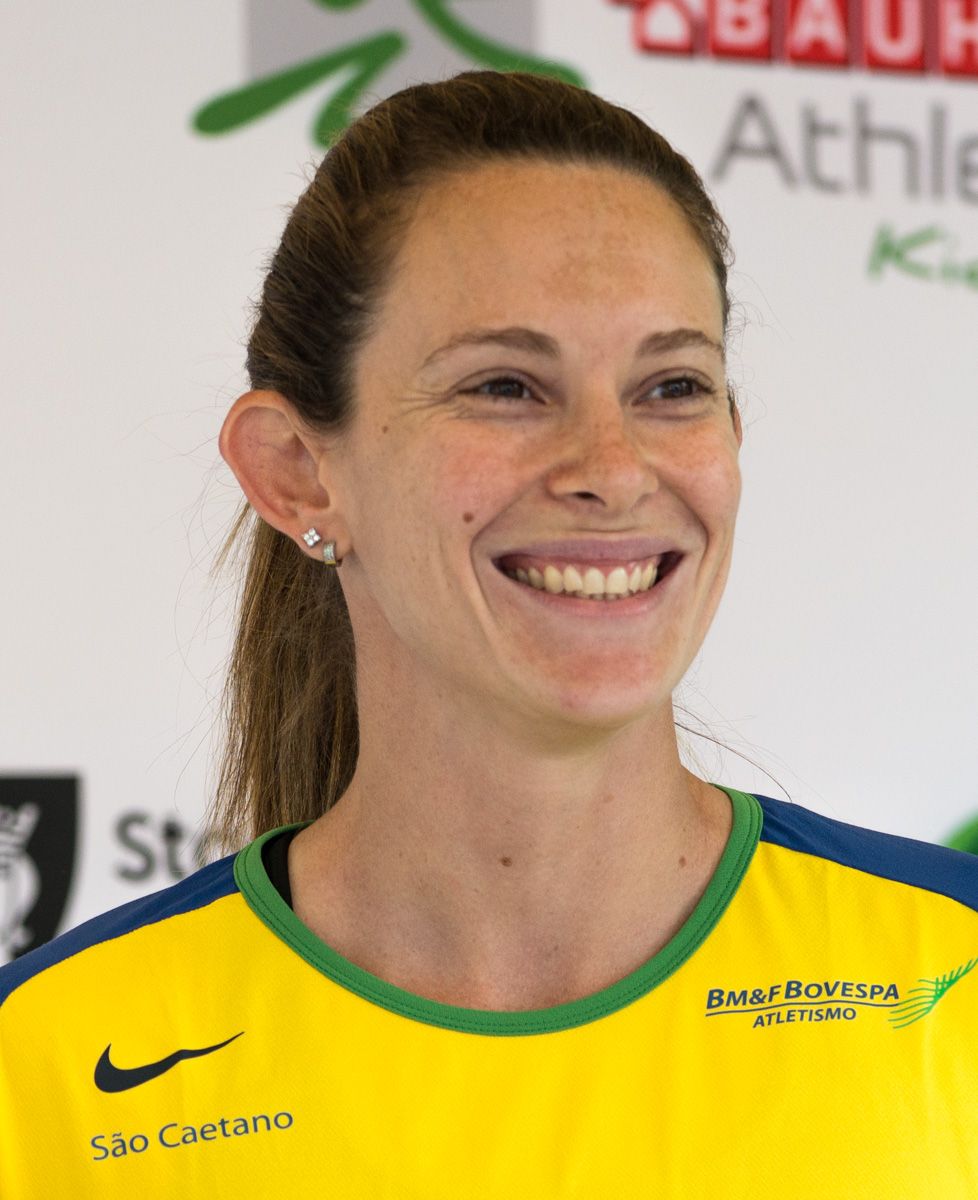
Fabiana Murer – ohne gültigen Versuch

## Finale
19. August 2016, 20:30 Uhr

| Platz | Name               | Nation         | 4,35 m | 4,50 m | 4,60 m | 4,70 m | 4,80 m | 4,85 m | 4,90 m | Endresultat | Anmerkung |
| ----- | ------------------ | -------------- | ------ | ------ | ------ | ------ | ------ | ------ | ------ | ----------- | --------- |
| 1     | Katerina Stefanidi | Griechenland   | –      | –      | o      | o      | xo     | xo     | xxx    | 4,85 m      |           |
| 2     | Sandi Morris       | USA            | –      | o      | o      | xo     | xo     | xo     | xxx    | 4,85 m      |           |
| 3     | Eliza McCartney    | Neuseeland     | –      | o      | o      | o      | o      | xxx    |        | 4,80 m      | NR        |
| 4     | Alana Boyd         | Australien     | –      | o      | o      | xxo    | xo     | xxx    |        | 4,80 m      |           |
| 5     | Holly Bradshaw     | Großbritannien | –      | o      | xo     | o      | xxx    |        |        | 4,70 m      |           |
| 6     | Nicole Büchler     | Schweiz        | –      | o      | xxo    | o      | x–     | xx     |        | 4,70 m      |           |
| 7     | Yarisley Silva     | Kuba           | –      | o      | xo     | xxx    |        |        |        | 4,60 m      |           |
| 7     | Jennifer Suhr      | USA            | –      | –      | xo     | xxx    |        |        |        | 4,60 m      |           |
| 9     | Martina Strutz     | Deutschland    | o      | o      | xxo    | xxx    |        |        |        | 4,60 m      |           |
| 10    | Lisa Ryzih         | Deutschland    | –      | o      | –      | xxx    |        |        |        | 4,50 m      |           |
| 11    | Tina Šutej         | Slowenien      | o      | xo     | xxx    |        |        |        |        | 4,50 m      |           |
| 12    | Kelsie Ahbe        | Kanada         | xxo    | xxo    | xxx    |        |        |        |        | 4,50 m      |           |

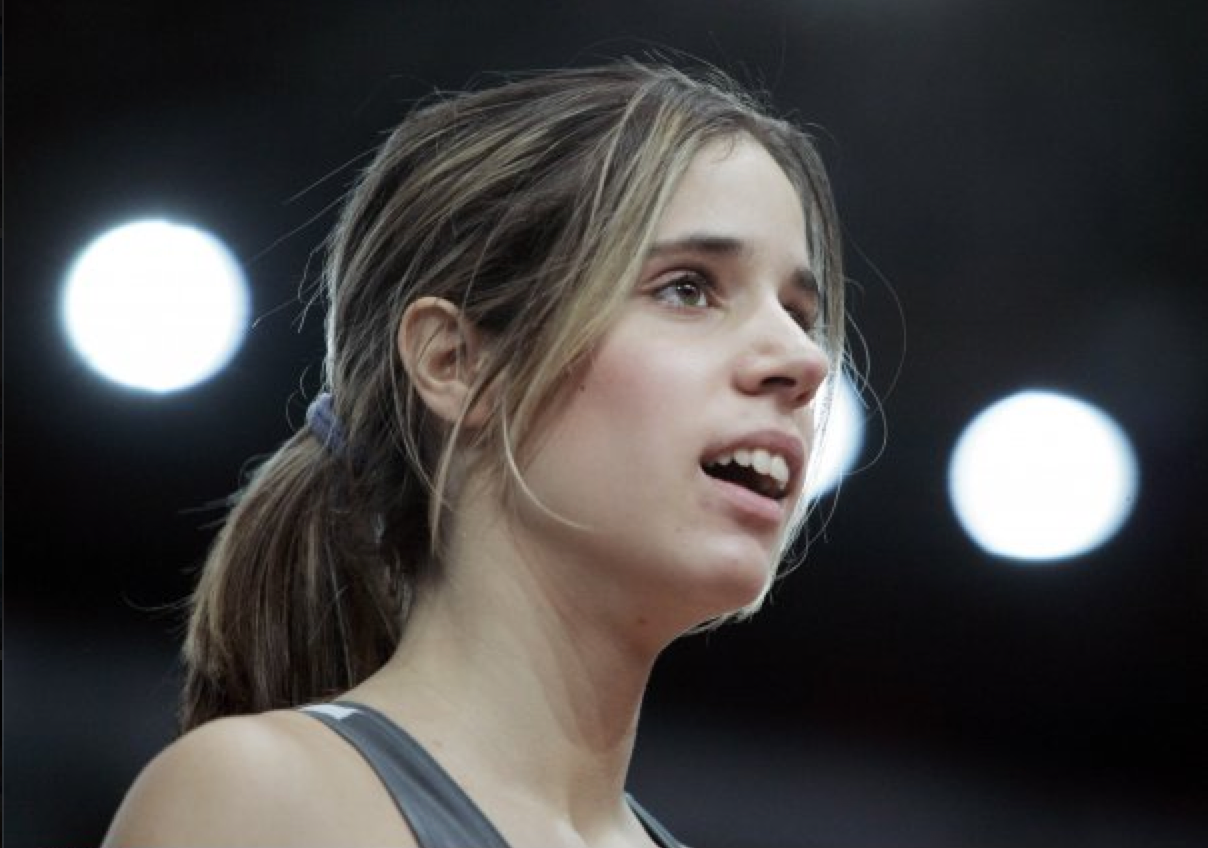
Olympiasiegerin Katerini Stefanidi

Für das Finale hatten sich zwölf Athletinnen qualifiziert, sieben von ihnen über die Qualifikationshöhe, fünf weitere über ihre Platzierungen. Je zwei US-Amerikanerinnen und Deutsche sowie jeweils eine Teilnehmerin aus Australien, Griechenland, Großbritannien, Kanada, Kuba, Neuseeland, Russland, der Schweiz und Slowenien kämpften um die Medaillen.
Aufgrund des dopingbedingten Startverbots für russische Leichtathleten durch die IAAF (heute World Athletics) konnte die Olympiasiegerin von 2004 und 2008 Jelena Issinbajewa nicht teilnehmen. Favoritinnen waren nun in erster Linie die US-amerikanische Olympiasiegerin von 2012 Jennifer Suhr, die amtierende Weltmeisterin Yarisley Silva aus Kuba und die griechische Europameisterin Katerina Stefanidi. Eine weitere Kandidatin mit guten Aussichten auf eine vordere Platzierung, die brasilianische Vizeweltmeisterin Fabiana Murer, hatte in sich in der Qualifikation mit ihrer Einstiegshöhe von 4,55 m überschätzt und war ausgeschieden.
Die vierte Finalhöhe von 4,70 m bedeutete das Aus für sechs Teilnehmerinnen, darunter auch Suhr und Silva. Vier Teilnehmerinnen hatten die Höhe im ersten Versuch gemeistert: Stefanidi, die Neuseeländerin Eliza McCartney, die Britin Holly Bradshaw und die Schweizerin Nicole Büchler. Die US-Springerin Sandy Morris benötigte zwei, die Australierin Alana Boyd drei Versuche.
Bradshaw scheiterte dreimal an der nächsten Höhe von 4,80 m, während Büchler nach einem Fehlversuch ihre beiden verbliebenen Sprünge in die nächste Höhe mitnahm. McCartney war die einzige Athletin, die 4,80 m im ersten Versuch bewältigte. Ohne Fehlversuch lag sie nun in Führung. Morris, Boyd und Stefanidi benötigten jeweils zwei Versuche für diese Höhe.
Die Latte lag nun auf 4,85 m. Stefanidi und Morris waren jeweils im zweiten Versuch erfolgreich. Büchler scheiterte mit ihren beiden verbliebenen Sprüngen. Boyd und McCartney hatten jeweils drei Fehlversuche. McCartney hatte die vorherige Höhe ohne Fehlversuch gemeistert, während Boyd die Latte einmal gerissen hatte. Damit war Eliza McCartney auf dem Bronzerang, Alana Boyd wurde Vierte.
Sowohl Morris als auch Stefanidi scheiterten dreimal an 4,90 m. Beide Athletinnen hatten bei 4,85 m einen Fehlversuch, Stefanidi bei den Höhen zuvor einen weniger als Morris. So gewann Katerina Stefanidi die Goldmedaille, Sandi Morris belegte den zweiten Platz.
Katerina Stefanidi war die erste Griechin, die im Stabhochsprung Gold gewinnen konnte.
Eliza McCartney gewann die erste neuseeländische Medaille in dieser Disziplin.

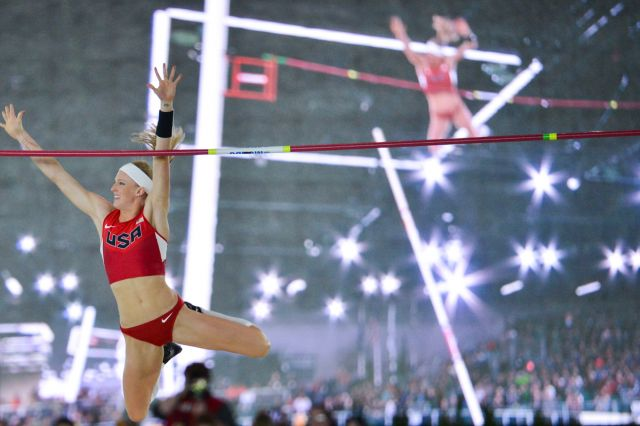
Silbermedaillengewinnerin Sandi Morris
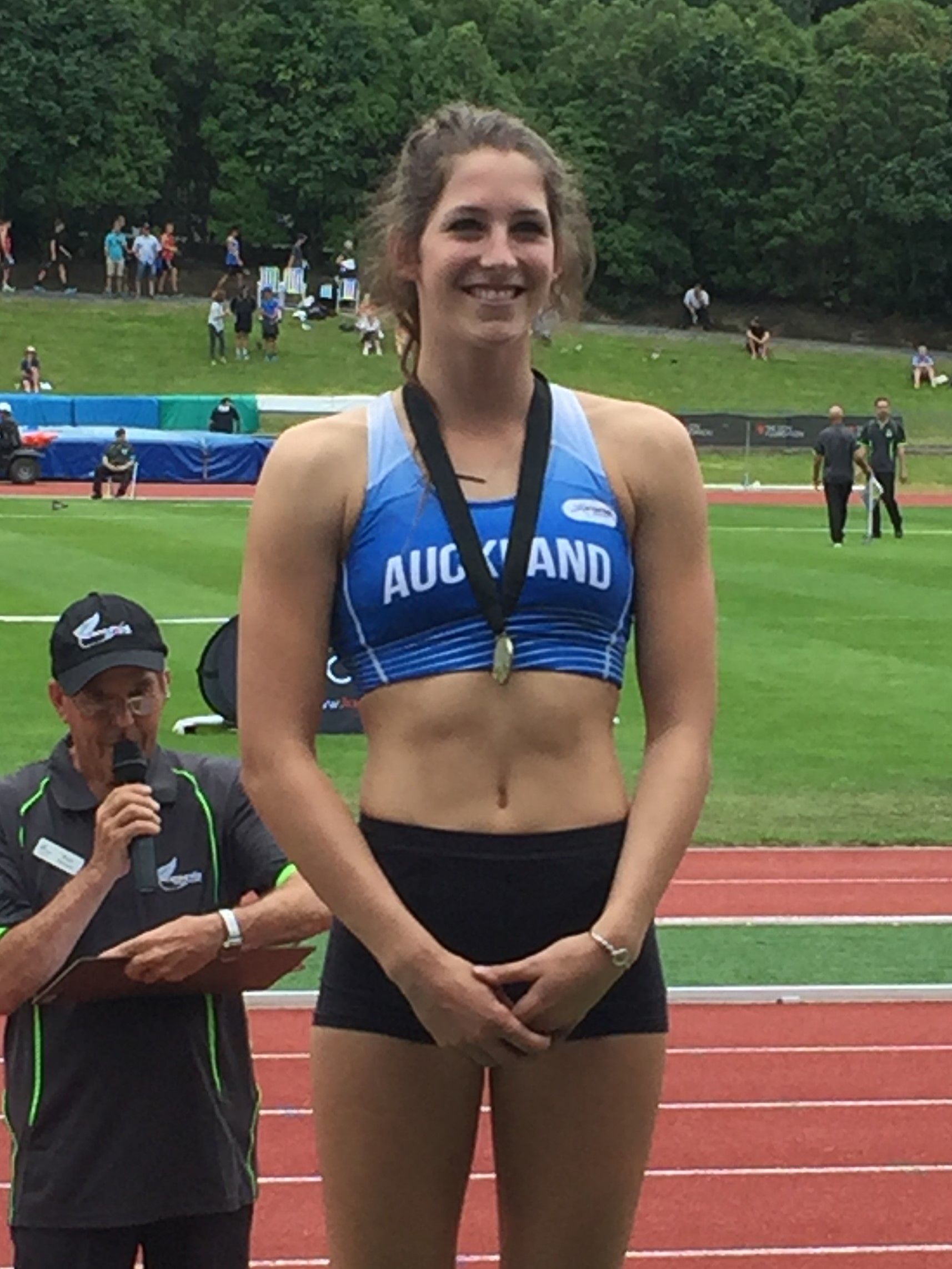
Bronzemedaillengewinnerin Eliza McCartney
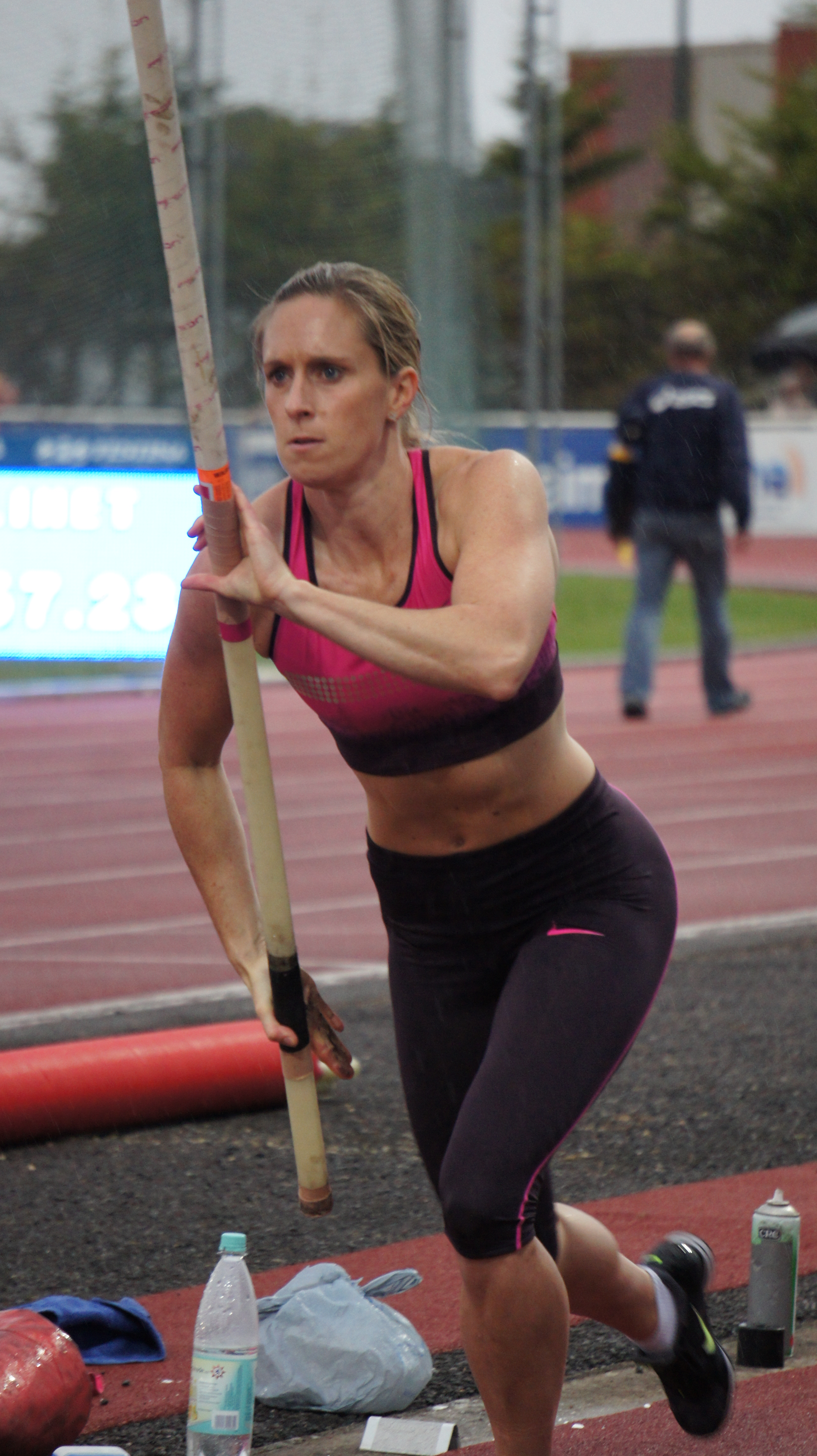
Alana Boyd belegte Rang vier
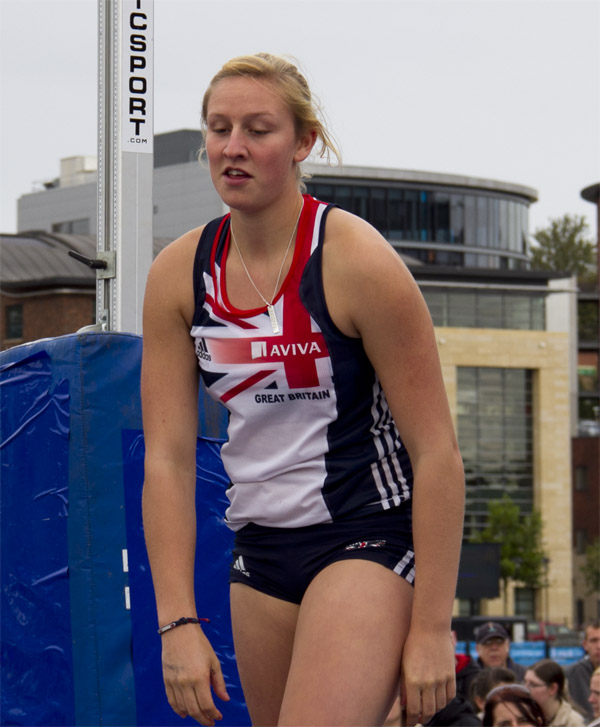
Die fünftplatzierte Holly Bradshaw
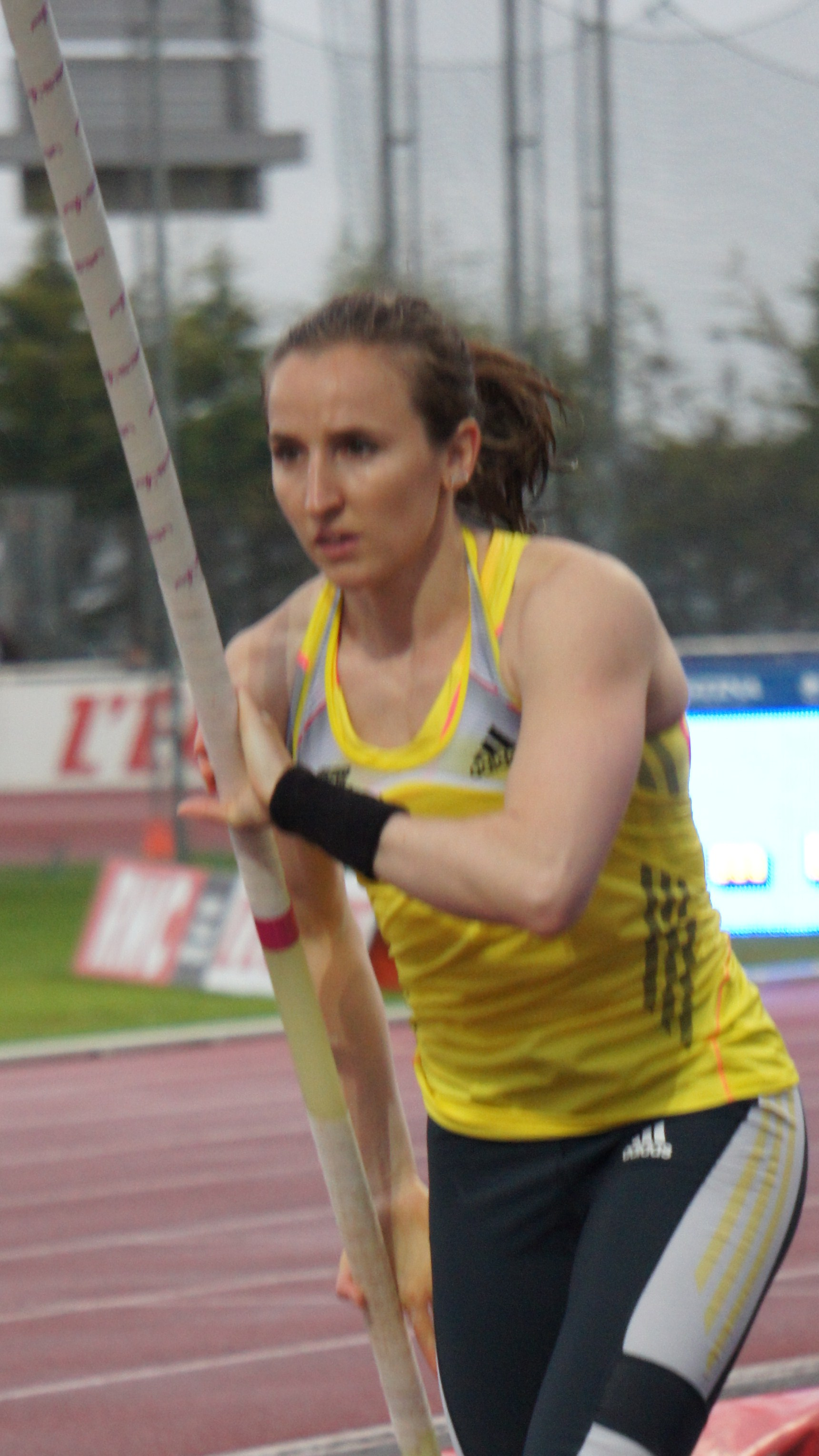
Die Olympiasechste Nicole Büchler
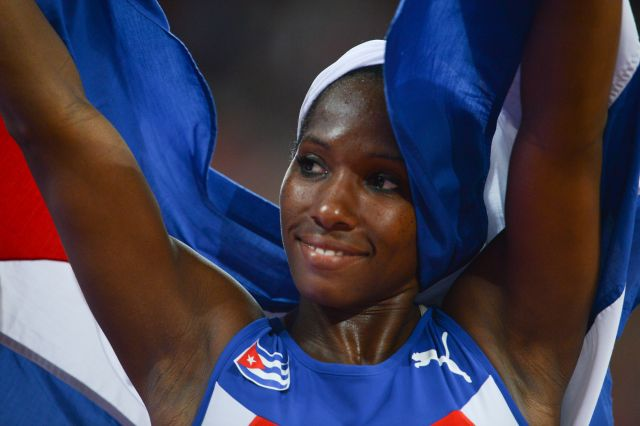
Yarisley Silva – geteilter siebter Platz
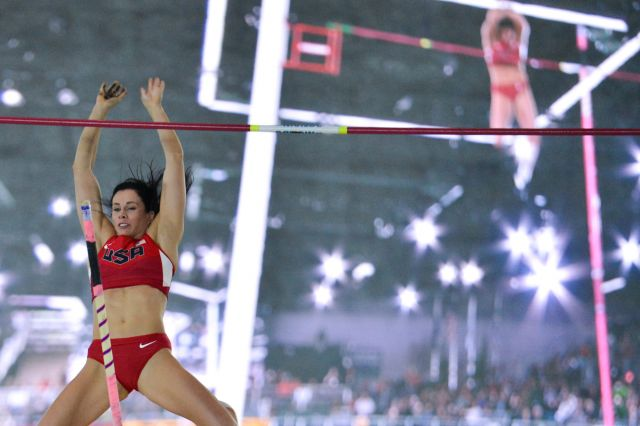
Jennifer Suhr kam auf den geteilten Rang sieben
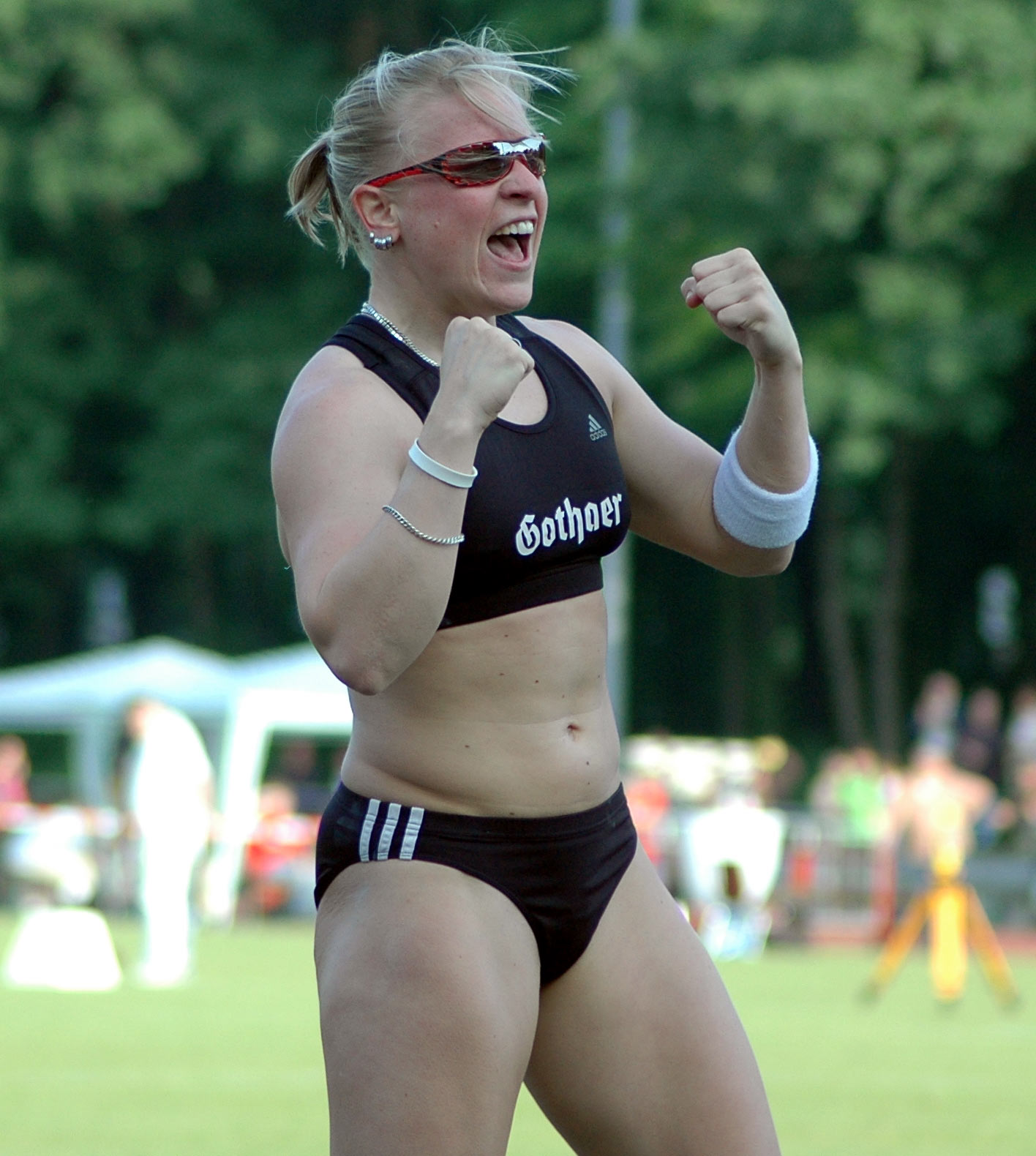
Martina Strutz wurde Neunte
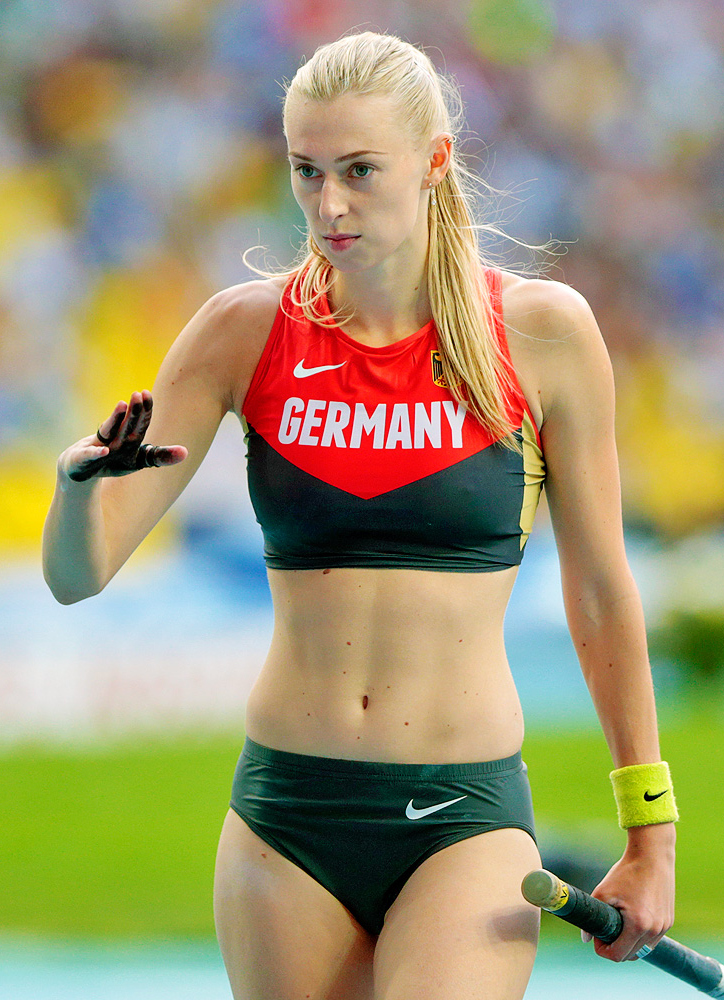
Lisa Ryzih – Rang zehn
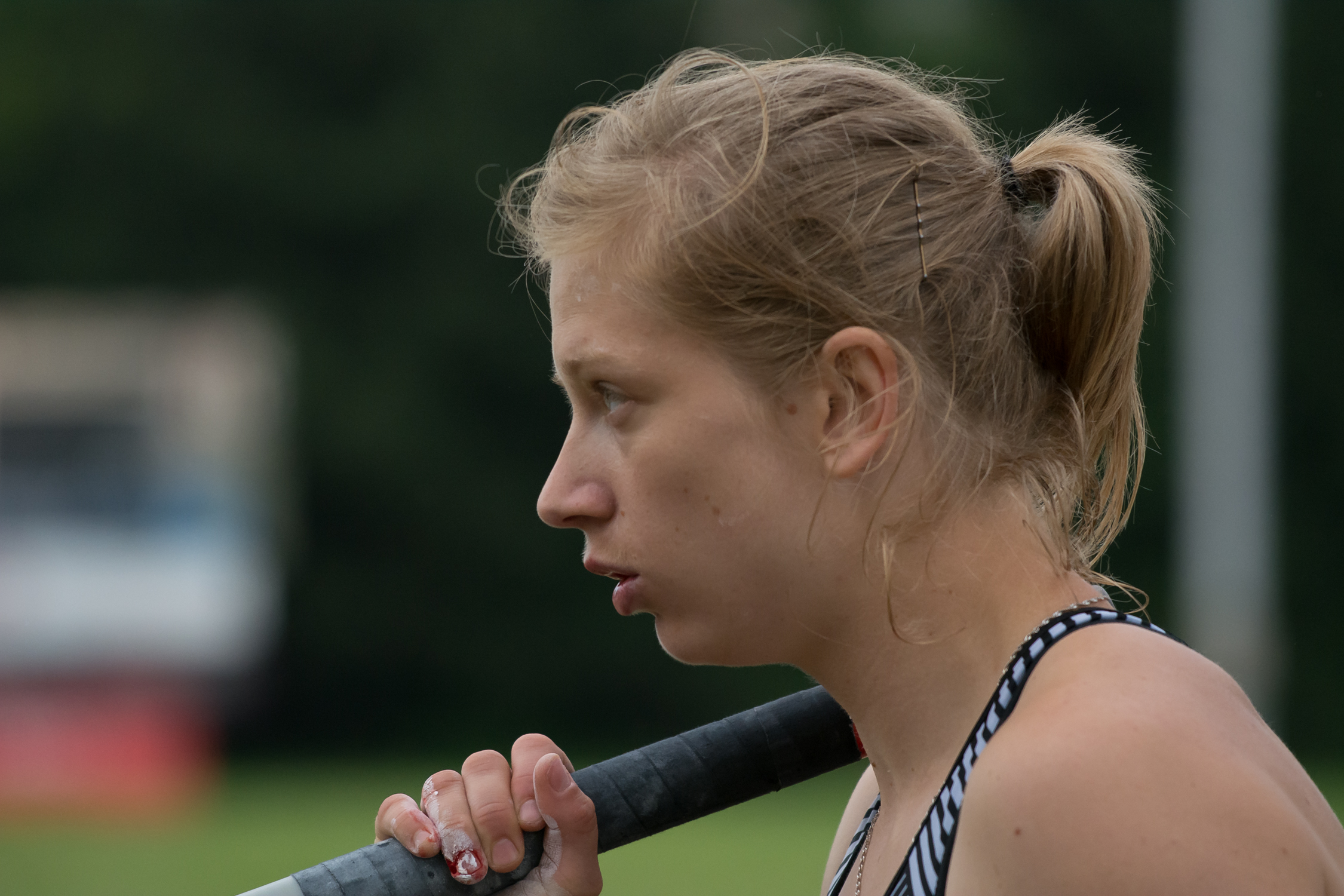
Tina Šutej erreichte den elften Rang

## Videolinks
- ALL Ekaterina Stefanidi vaults at Rio 2016, youtube.com, abgerufen am 11. Mai 2022
- Gold for Greece's Stefanidi in Women's Pole Vault, youtube.com, abgerufen am 11. Mai 2022